# نما کمیکال
نما کمیکال (انگلیسی: Nama Chemicals) شرکت صنایع پتروشیمی عربستانی است، که در سال ۱۹۹۲ تأسیس شد.
ناما، یک شرکت سهامی خاص عربستان سعودی است که در سال ۱۹۹۲ با هدف توسعه و اجرای پروژه‌های صنعتی، به‌ویژه در حوزه مواد شیمیایی و پتروشیمی، تأسیس شد.